# Pietro Arcari
Pietro Sante Arcari III (født 2. december 1909, død 8. februar 1988) var en italiensk fodboldspiller (angriber).
Arcari blev verdensmester med Italiens landshold ved VM 1934 på hjemmebane, men var dog ikke på banen i turnerigen. Han nåede aldrig at komme på banen i en landskamp.
På klubplan repræsenterede Arcari blandt andet AC Milan, Genoa og Napoli.